# Mokreš
Mokreš je naselje u Republici Hrvatskoj u Požeško-slavonskoj županiji, u sastavu općine Čaglin.

## Zemljopis
Mokreš je smješten na obroncima Krndije,  oko 15 km istočno od Čaglina, susjedna sela su Stari Zdenkovac i Novi Zdenkovac na jugu i Stojčinovac na sjeveru.

## Stanovništvo
Prema popisu stanovništva iz 2001. godine Mokreš je imao 22 stanovnika, dok je prema popis stanovništva iz 1991. godine imao 38 stanovnika od kojih je su svi bili Hrvati.Prema popisu iz 2011. godine Mokreš je imao 20 stanovnika.
| broj stanovnika |       |       |       |       |       |       |       |       | 165   | 165   | 128   | 99    | 52    | 38    | 22    | 20    | 14    |
|                 | 1857. | 1869. | 1880. | 1890. | 1900. | 1910. | 1921. | 1931. | 1948. | 1953. | 1961. | 1971. | 1981. | 1991. | 2001. | 2011. | 2021. |